# Course à la direction du Parti libéral du Québec de 2025
Ne doit pas être confondu avec Course à la direction du Parti libéral du Canada de 2025.
La course à la direction du Parti libéral du Québec de 2025 se déroule à la suite des élections générales de 2022, où la formation politique essuie sa pire défaite depuis sa fondation en 1867. Pablo Rodriguez est élu le 14 juin 2025 pour succéder à Dominique Anglade qui démissionne de son rôle de cheffe du parti le 10 novembre 2022. Le député de LaFontaine Marc Tanguay assure l'intérim à la chefferie, entre Anglade et Rodriguez.

## Contexte
Lors des élections générales de 2022, le parti se retrouve avec le plus petit nombre de députés depuis les élections de 1956 et récolte le plus petit pourcentage du vote depuis sa fondation. Un peu plus d'un mois après l'élection, Dominique Anglade annonce le 7 novembre qu'elle quittera la vie politique. Cette décision survient dans la foulée d'une crise interne au parti, alors que la députée Marie-Claude Nichols se voit refusé la troisième vice-présidence de l'Assemblée nationale au profit du député Frantz Benjamin. Plusieurs membres élus du parti réclament alors la démission de Dominique Anglade.
Quelques jours plus tard, Marc Tanguay est élu chef intérimaire par le caucus.
En avril 2023, le parti annonce la création du Comité électoral de la course à la chefferie qui a comme mandat d’élaborer les règles de la course. Celles-ci seront dévoilées au courant de l'année 2024.

## Déroulement
Le 19 avril 2024, le parti dévoile les modalités de la course qui aura lieu du 13 janvier au 14 juin 2025. Denis Coderre devient le premier à officialiser sa candidature le 21 juin 2024. Charles Milliard annonce également sa candidature le 9 août 2024.

## Calendrier
- 13 janvier 2025 : début de la campagne officielle
- 11 avril 2025 : date limite du dépôt des candidatures
- 12 avril au 8 juin 2025 : quatre débats seront organisés par le parti
- 9 au 14 juin 2025 : période de vote
- 14 juin 2025 : congrès à la chefferie à Québec[4]

## Candidats

### Candidatures confirmées
- Marc Bélanger, avocat-fiscaliste en commerce international et candidat pour le Parti libéral du Canada dans Matapédia—Matane en 2000 et 2004[5],[6]

Appuis :
Jean Rioux, ex-député provincial d'Iberville et ex-député fédéral de Saint-Jean.
- Karl Blackburn, président et chef de la direction du Conseil du patronat du Québec et ancien député provincial de Roberval En novembre 2024, il s'était retiré de la course pour des raisons de santé[8], mais, après une bonne rémission de son opération, il revient dans la course le 31 mars 2025[9].

Appuis :
- Charles Milliard, PDG de la Fédération des chambres de commerce du Québec[10]

Appuis :
André Fortin, député de Pontiac et ministre des Transports, de la Mobilité durable et de l’Électrification des transports de 2016 à 2018 ;
Madwa-Nika Cadet, députée de Bourassa-Sauvé ;
Virginie Dufour, députée de Mille-Îles ;
André A. Morin, député d'Acadie ;
Raymond Bachand, député d'Outremont et ministre des Finances de 2009 à 2012 ;
Jean D'Amour, député de Rivière-du-Loup et ministre délégué aux Affaires maritimes de 2016 à 2018 ;
Lucie Charlebois, députée de et ministre déléguée à la Réadaptation, à la Protection de la jeunesse, à la Santé publique et aux Saines habitudes de vie de 2014 à 2018.
- Pablo Rodriguez, député libéral fédéral d'Honoré-Mercier de 2004 à 2011 et de nouveau 2015 à 2025, ministre fédéral dans le gouvernement de Justin Trudeau de 2018 à 2025[14].

Appuis :
Frédéric Beauchemin, député de Marguerite-Bourgeoys et candidat s'étant désisté en faveur de Rodriguez ;
Linda Caron, députée de La Pinière ;
Brigitte Garceau, députée de Robert-Baldwin ;
Gregory Kelley, député de Jacques-Cartier ;
Sona Lakhoyan Olivier, députée de Chomedey (avait précédemment appuyé Beauchemin) ;
Désirée McGraw, députée de Notre-Dame-de-Grâce ;
Elisabeth Prass, députée de D’Arcy-McGee ;
Marwah Rizqy, députée de Saint-Laurent ;
Michelle Setlakwe, députée de Mont-Royal–Outremont ;
Martin Coiteux, ex-député de Nelligan, président du Conseil du Trésor de 2014 à 2016 et ministre de la Sécurité publique de 2016 à 2018 ;
Sam Elkas, ex-député de Robert-Baldwin, ministre de la Sécurité publique de 1989 à 1990 et ministre des Transports de 1989 à 1994 ;
Luc Fortin, ex-député de Sherbrooke et ministre dans le gouvernement de Philippe Couillard de 2016 à 2018 ;
Guy Hardy, député de Saint-François de 2014 à 2018
Albert Khelfa, député de Richelieu de 1985 à 1994
Camille Picard, député de Johnson de 1980 à 1981
Robert Poëti, député de Marguerite-Bourgeoys et ministre des Transports de 2014 à 2016 ;
Caroline Simard, députée de Charlevoix–Côte-de-Beaupré de 2014 à 2018).
- Mario Roy, agriculteur et économiste de la Beauce[19]

Appuis :

### Candidatures disqualifiées
- Denis Coderre, ancien député libéral fédéral de Bourassa de 1997 à 2013, puis maire de Montréal de 2013 à 2017[20]

Appuis :
Raymond Bernier, ex-député de Montmorency ;
Norbert Morin, ex-député de Montmagny-L'Islet et de Côte-du-Sud et ex-maire de Saint-François-de-la-Rivière-du-Sud.

### Candidatures confirmées puis retirées
- Frédéric Beauchemin, député provincial de Marguerite-Bourgeoys. Longuement candidat, il appuie finalement Pablo Rodriguez[21].

### Candidats potentiels
- Nicolas Tétrault, homme d'affaires, conseiller municipal de Montréal élu dans la circonscription du Plateau-Mont-Royal (2001–2005), candidat pour le Bloc québécois dans Brossard—La Prairie en 2000, candidat pour le Parti québécois dans Robert-Baldwin en 1994.

### Candidats potentiels ayant décliné
- Antoine Dionne Charest, fils de l'ex-premier ministre Jean Charest
- André Fortin, député de Pontiac et ex-ministre des transports sous le gouvernement de Philippe Couillard[22]
- Pierre Moreau, ancien député de Châteauguay et ex-ministre des affaires municipales, puis de l'énergie sous le gouvernement de Philippe Couillard[23]
- Marwah Rizqy, députée de Saint-Laurent[24]
- Marc Tanguay, député de LaFontaine[25]

## Sondages d'opinion

### Chefferie

#### Électeurs libéraux
| Dernier jour du sondage | Frédéric Beauchemin | Marc Bélanger | Karl Blackburn | François-Philippe Champagne | Denis Coderre | Monsef Derraji | Antoine Dionne Charest | André Fortin | Joël Lightbound | Charles Milliard | Marwah Rizqy | Pablo Rodriguez | Marc Tanguay | Antoine Tardif | Autres | Sondeur | Échantillon | ME | Source |
| ----------------------- | ------------------- | ------------- | -------------- | --------------------------- | ------------- | -------------- | ---------------------- | ------------ | --------------- | ---------------- | ------------ | --------------- | ------------ | -------------- | ------ | ------- | ----------- | -- | ------ |
| 11 novembre 2024        | 1                   | 4             | NC             | NC                          | 13            | NC             | NC                     | NC           | NC              | 4                | NC           | 28              | NC           | NC             | 49     | Léger   | 107         | NC | PDF    |
| 6 octobre 2024          | 1                   | 6             | NC             | NC                          | 14            | NC             | NC                     | NC           | NC              | 5                | NC           | 30              | NC           | NC             | 45     | Léger   | 125         | NC | PDF    |
| 25 août 2024            | 1                   | NC            | NC             | 6                           | 16            | NC             | 4                      | NC           | NC              | 7                | 2            | 13              | 11           | 3              | 37     | Léger   | 108         | NC | PDF    |
| 3 juin 2024             | 2                   | NC            | 5              | NC                          | 12            | NC             | 4                      | NC           | NC              | 1                | 6            | NC              | 30           | 5              | 36     | Léger   | 104         | NC | PDF    |
| 5 février 2024          | 3                   | NC            | NC             | NC                          | 27            | NC             | 11                     | NC           | NC              | NC               | 10           | NC              | 12           | NC             | 36     | Léger   | 107         | NC | PDF    |
| 21 août 2023            | 1                   | NC            | NC             | NC                          | NC            | 1              | NC                     | NC           | 2               | NC               | 7            | NC              | 28           | NC             | 61     | Léger   | 93          | NC | PDF    |
| 12 juin 2023            | 2                   | NC            | NC             | NC                          | NC            | 0              | NC                     | 5            | 1               | NC               | 6            | NC              | 27           | NC             | 58     | Léger   | 112         | NC | PDF    |
| 6 novembre 2022         | NC                  | NC            | NC             | 1                           | 17            | NC             | NC                     | 0            | 0               | NC               | 3            | NC              | 1            | NC             | 77     | Léger   | 103         | NC | PDF    |

#### Tous les électeurs
| Dernier jour du sondage | Frédéric Beauchemin | Marc Bélanger | Karl Blackburn | François-Philippe Champagne | Denis Coderre | Monsef Derraji | Antoine Dionne Charest | André Fortin | Joël Lightbound | Charles Milliard | Marwah Rizqy | Pablo Rodriguez | Marc Tanguay | Antoine Tardif | Autres | Sondeur | Échantillon | ME     | Source |
| ----------------------- | ------------------- | ------------- | -------------- | --------------------------- | ------------- | -------------- | ---------------------- | ------------ | --------------- | ---------------- | ------------ | --------------- | ------------ | -------------- | ------ | ------- | ----------- | ------ | ------ |
| 11 novembre 2024        | 2                   | 3             | NC             | NC                          | 11            | NC             | NC                     | NC           | NC              | 3                | NC           | 25              | NC           | NC             | 56     | Léger   | 1010        | ± 3,08 | PDF    |
| 6 octobre 2024          | 3                   | 3             | NC             | NC                          | 11            | NC             | NC                     | NC           | NC              | 4                | NC           | 24              | NC           | NC             | 55     | Léger   | 1036        | ± 3,04 | PDF    |
| 25 août 2024            | 1                   | NC            | NC             | 7                           | 10            | NC             | 2                      | NC           | NC              | 3                | 7            | 8               | 4            | 2              | 57     | Léger   | 1041        | ± 3,04 | PDF    |
| 3 juin 2024             | 2                   | NC            | 1              | NC                          | 13            | NC             | 2                      | NC           | NC              | 2                | 10           | NC              | 7            | 3              | 62     | Léger   | 1015        | ± 3,08 | PDF    |
| 5 février 2024          | 3                   | NC            | NC             | NC                          | 18            | NC             | 4                      | NC           | NC              | NC               | 15           | NC              | 4            | NC             | 57     | Léger   | 1032        | ± 3,05 | PDF    |
| 21 août 2023            | 2                   | NC            | NC             | NC                          | NC            | 1              | NC                     | NC           | 3               | NC               | 11           | NC              | 6            | NC             | 78     | Léger   | 1036        | ± 3,04 | PDF    |
| 12 juin 2023            | 1                   | NC            | NC             | NC                          | NC            | 1              | NC                     | 3            | 3               | NC               | 11           | NC              | 6            | NC             | 76     | Léger   | 1042        | ± 3,03 | PDF    |
| 6 novembre 2022         | NC                  | NC            | NC             | 2                           | 9             | NC             | NC                     | 2            | 2               | NC               | 5            | NC              | 1            | NC             | 80     | Léger   | 1028        | ± 3,1  | PDF    |

### Élections générales

#### Frédéric Beauchemin comme chef
| Dernier jour du sondage | CAQ | PLQ | QS | PQ | PCQ | Autres | Sondeur | Échantillon | ME     | Source |
| ----------------------- | --- | --- | -- | -- | --- | ------ | ------- | ----------- | ------ | ------ |
| Dernier jour du sondage |     |     |    |    |     |        | Sondeur | Échantillon | ME     | Source |
| 5 février 2024          | 24  | 13  | 15 | 35 | 11  | 2      | Léger   | 1032        | ± 3,05 | PDF    |

#### Karl Blackburn comme chef
| Dernier jour du sondage | CAQ | PLQ | QS | PQ | PCQ | Autres | Sondeur | Échantillon | ME | Source |
| ----------------------- | --- | --- | -- | -- | --- | ------ | ------- | ----------- | -- | ------ |
| Dernier jour du sondage |     |     |    |    |     |        | Sondeur | Échantillon | ME | Source |
| 13 mai 2025             | 20  | 25  | 10 | 32 | 11  | 3      | Léger   | 706         |    | PDF    |

#### Denis Coderre comme chef
| Dernier jour du sondage | CAQ | PLQ | QS | PQ | PCQ | Autres | Sondeur | Échantillon | ME     | Source |
| ----------------------- | --- | --- | -- | -- | --- | ------ | ------- | ----------- | ------ | ------ |
| Dernier jour du sondage |     |     |    |    |     |        | Sondeur | Échantillon | ME     | Source |
| 11 novembre 2024        | 17  | 20  | 12 | 36 | 12  | 3      | Léger   | 1010        | ± 3,08 | PDF    |
| 6 octobre 2024          | 27  | 21  | 12 | 27 | 10  | 2      | Léger   | 1036        | ± 3,04 | PDF    |
| 25 août 2024            | 23  | 16  | 14 | 30 | 12  | 4      | Léger   | 1041        | ± 3,04 | PDF    |
| 5 février 2024          | 23  | 21  | 14 | 31 | 9   | 3      | Léger   | 1032        | ± 3,05 | PDF    |

#### Charles Milliard comme chef
| Dernier jour du sondage | CAQ | PLQ | QS | PQ | PCQ | Autres | Sondeur | Échantillon | ME     | Source |
| ----------------------- | --- | --- | -- | -- | --- | ------ | ------- | ----------- | ------ | ------ |
| Dernier jour du sondage |     |     |    |    |     |        | Sondeur | Échantillon | ME     | Source |
| 13 mai 2025             | 19  | 22  | 11 | 32 | 12  | 4      | Léger   | 691         |        | PDF    |
| 11 novembre 2024        | 20  | 16  | 13 | 36 | 13  | 2      | Léger   | 1010        | ± 3,08 | PDF    |
| 25 août 2024            | 23  | 14  | 15 | 31 | 13  | 4      | Léger   | 1041        | ± 3,04 | PDF    |

#### Marwah Rizqy comme cheffe
| Dernier jour du sondage | CAQ | PLQ | QS | PQ | PCQ | Autres | Sondeur | Échantillon | ME     | Source |
| ----------------------- | --- | --- | -- | -- | --- | ------ | ------- | ----------- | ------ | ------ |
| Dernier jour du sondage |     |     |    |    |     |        | Sondeur | Échantillon | ME     | Source |
| 5 février 2024          | 23  | 16  | 14 | 34 | 10  | 3      | Léger   | 1032        | ± 3,05 | PDF    |

#### Pablo Rodriguez comme chef
| Dernier jour du sondage | CAQ | PLQ | QS | PQ | PCQ | Autres | Sondeur | Échantillon | ME     | Source |
| ----------------------- | --- | --- | -- | -- | --- | ------ | ------- | ----------- | ------ | ------ |
| Dernier jour du sondage |     |     |    |    |     |        | Sondeur | Échantillon | ME     | Source |
| 13 mai 2025             | 16  | 31  | 8  | 30 | 11  | 3      | Léger   | 733         |        | PDF    |
| 11 novembre 2024        | 15  | 26  | 11 | 33 | 12  | 1      | Léger   | 1010        | ± 3,08 | PDF    |
| 6 octobre 2024          | 25  | 28  | 11 | 26 | 9   | 2      | Léger   | 1036        | ± 3,04 | PDF    |
| 25 août 2024            | 23  | 19  | 13 | 30 | 11  | 3      | Léger   | 1041        | ± 3,04 | PDF    |